# 澳洲窄額魨
澳洲窄額魨為輻鰭魚綱魨形目四齒魨亞目四齒魨科的其中一種，為亞熱帶海水魚，分布於澳洲西部海域，棲息在底層水域，生活習性不明。

## 扩展阅读
維基物種上的相關：澳洲窄額魨